# Høj hat
En høj hat eller tophat er en høj bredskygget hat, der er flad på toppen, som hovedsageligt blev båret af mænd i slutningen af 1700- til begyndelsen af 1900-tallet. Ved afslutningen af 2. verdenskrig var det en sjældenhed at gå med høj hat til almindelige jakkesæt, selv om den blev båret i særlige tilfælde som visse ansatte i Bank of England i London og børsmæglere i City of London. I begyndelsen af det 21. århundrede bliver høje hatte brugt ved visse sociale arrangementer i Storbritannien og er en del af den traditionelle uniform i britiske institutioner som Eton College og herrekoret King's College Choir. Den høje hat bæres gerne sammen med jaket eller kjole og hvidt ved dressurridning og af tjernere og portnere i liberi.
Høje hatte blev især associeret med overklassen og blev brugt af satirikere og sociale kritikere som symbol på kapitalismen eller børsen. Brugen af den høje hat forblev i politik og international diplomati i mange år, bl.a. til indsættelsen af amerikanske præsidenter, sidst båret af John Fitzgerald Kennedy i 1961. Hatten er også en del af Uncle Sams traditionelle påklædning, som er et symbol på USA, og generelt er klædt i striber i rød, hvid og blå.
Den høje hat bliver også brugt af tryllekunstnere, både som en del af deres traditionelle beklædning, og som en del af hattetrick som at trylle en kanin op af hatten.
I Danmark er H.C Andersen og Søren Kierkegaard ofte afbilledet med høj hat. Herudover ses flere medlemmer af den Grundlovgivende Rigsforsamling med en høj hat i hånden på Constantin Hansens berømte maleri. Medlemmerne af Selskabet for Dansk Memorabilitet bærer høje hatte.

## Notable brugere
Virkelige personer
- H.C. Andersen, dansk eventyrforfatter, er ofte portrætteret med høj hat.
- Abraham Lincoln, den 16. amerikanske præsident, bar ofte en høj hat og er særlig kendt for en ekstra høj hat kaldet en stovepipe.
- Slash, guitarist i Guns N' Roses, bærer en høj hat med et bælte omkring.
- Jacob Binzer, dansk guitarist i D-A-D, bærer en høj sort hat.[1]

I populærkulturen
- Den Gale Hattemager i Lewis Carrolls bog Alice i Eventyrland bærer en høj hat.
- Den Gale Hattemager (Batman) en superskurk i i Batman-tegneserierne, der er modeleret over Carrolls hattemager
- Joakim von And bærer en høj hat.
- Pingvinen, en af Batmans ærkefjender, DC Comics udgivelser ses ofte iført en høj hat.
- Willy Wonka fra Roald Dahls roman Charlie og Chokoladefabrikken bærer en høj hat.
- Mumifar fra Tove Janssons fortællinger om Mumitroldene bærer høj hat.
- Uncle Sam bærer en hvid høj hat med Stars and Stripes